# West Vero Corridor, Florida
West Vero Corridor är en ort (CDP) i Indian River County, i delstaten Florida, USA. Enligt United States Census Bureau har orten en folkmängd på 7 138 invånare (2010) och en landarea på 12,6 km².